# Brenda Asnicar
 (septembre 2018).
Si vous disposez d'ouvrages ou d'articles de référence ou si vous connaissez des sites web de qualité traitant du thème abordé ici, merci de compléter l'article en donnant les références utiles à sa vérifiabilité et en les liant à la section « Notes et références ».
Brenda Daniela Asnicar Mendoza (née le 17 octobre 1991 à Buenos Aires en Argentine) est une actrice, chanteuse et danseuse argentine. Elle est surtout connue pour son rôle d'Antonella dans la série argentine, De tout mon cœur.

## Biographie

### Carrière
Née le 17 octobre 1991, Brenda Asnicar est la fille d'Adrianna Mendoza et de Gustavo (de son vrai nom Jesus Asnicar). Elle a également un frère prénommé Yvan Asnicar Mendoza .Elle a des origines slovènes, italiennes et vénézueliennes.
Elle commence sa carrière en 2007, avec la série télévisée argentine De tout mon cœur, lors des auditions elle est choisie entre mille filles pour interpréter le rôle de la principale méchante, Antonella, dans la première et deuxième saison de la série. En 2009, elle est appelée pour jouer Mia, le rôle principal dans la série Mia Mi Amiga Invisible. En 2011, elle interprète Nuria, dans la série Sueña conmigo, pour laquelle elle a enregistré trois nouvelles chansons : Hablan de mi, Siempre te esperarè et Hagas lo que hagas. Grâce à ce personnage, Brenda a été nommée comme « Meilleure actrice » aux Kids' Choice Awards Argentina 2011, et De tout mon cœur aux Kids' Choice Awards México 2011.
En novembre 2011 elle rejoint l'équipe de la série argentine Los Unicos, version jeunesse, dans laquelle elle interprète le rôle de Keira Beltrán. L'année suivante, elle est prise pour le rôle de Fabiola Ferrara Arroyo dans la série Corazón Valiente, dont le tournage se déroule à Miami, où Brenda réside. En avril 2012, elle prépare son premier album solo dont elle écrit toutes les chansons. La même année, elle collabore avec la société de parfums « Clider ». En 2013, elle joue dans la série colombienne Cumbia Ninja dans le rôle de Juana. Fin 2016 elle tourne dans la série Por amarte así, dans le rôle de Mercedes Olivetti.

## Filmographie
- 2001 : La banda de Cantaniño
- 2003-2006 : Chicos Argentinos
- 2007-2008 : De tout mon cœur : Antonella Lamas Bernardi
- 2009 : Mia Mi Amiga Invisible : Mia
- 2010-2011 : Sueña conmigo : Nuria Gómez
- 2011-2012 : Los Unicos :  Keira Beltrán
- 2012-2013 : Corazón Valiente : Fabiola Arroyo / Fabiola Ferrara
- 2013-2016 : Cumbia Ninja : Juana
- 2016-2017 : Por amarte así :  Mercedes Olivetti

## Discographie
| Soundtracks | Soundtracks                                               | Soundtracks                                                                       | Soundtracks |
| Année       | Titre                                                     | Chansons                                                                          |             |
| ----------- | --------------------------------------------------------- | --------------------------------------------------------------------------------- | ----------- |
| 2005        | Caminos                                                   | - Ser Una Estrella - No detengas tu camino - Llenos de Sol - Cosas de Chicos      |             |
| 2007        | Patito Feo Patito Feo en el teatro                        | - Las Divinas - Quiero, Quiero - Amigos del Corazón - Tango Llorón - Porque A Mi? |             |
| 2008        | Patito Feo: La Vida Es Una Fiesta Patito Feo: Fan Edition | - Nene Bailemos - Diosa Única - Respeto - Somos Las Divinas - Un Beso Para Mi     |             |
| 2010        | Sueña conmigo: La canción de tu vida                      | - Hablan de Mi - Siempre Te Esperare                                              |             |
| 2013        | Salten como yo                                            |                                                                                   |             |

### Singles
| Année | Chansons              | Chanteur       | CD                                   |
| 2007  | Las Divinas           | Brenda Asnicar | Patito Feo                           |
| 2007  | Tango llorón          | Brenda Asnicar | Patito Feo                           |
| 2008  | Nene bailemos         | Brenda Asnicar | Patito Feo                           |
| 2008  | Diosa única bonita    | Brenda Asnicar | Patito feo                           |
| 2009  | Himno al amor         | Brenda Asnicar | Mia, mi amiga invisible (uncredited) |
| 2010  | Hablan de mí          | Brenda Asnicar | Sueña conmigo                        |
| 2010  | Siempre te esperarè   | Brenda Asnicar | Suena conmigo                        |
| 2011  | Hagas lo que hagas    | Brenda Asnicar | Sueña conmigo 2                      |
| 2011  | You Know I'm No Good  | Brenda Asnicar | TBA                                  |
| 2011  | Tus Juegos            | Brenda Asnicar | TBA                                  |
| 2011  | If ain't got you      | Brenda Asnicar | (cover Alicia Keys)                  |
| 2012  | Call Tyrone           | Brenda Asnicar | (cover Erykah Badu)                  |
| 2012  | You know I'm not good | Brenda Asnicar | (cover Amy Winehouse)                |
| 2013  | Salten Como Yo        | Brenda Asnicar |                                      |
| 2013  | Ojos en espalda       | Cumbia Ninja   |                                      |
| 2013  | Horoscope Dicé        | Cumbia Ninja   |                                      |
| 2013  | Ceviche               | Combia Ninja   |                                      |
| 2020  | Bandida               | Brenda Asnicar | Bandida Records                      |
| 2021  | Guerrera              | Brenda Asnicar | Bandida Records                      |
| 2021  | Chanel                | Brenda Asnicar | Bandida Records                      |
| 2021  | Agua                  | Brenda Asnicar | Bandida Records                      |
| 2021  | Family                | Brenda Asnicar | Bandida Records                      |
| 2021  | Repeat                | Brenda Asnicar | Bandida Records                      |
| 2021  | Mi                    | Brenda Asnicar | Bandida Records                      |

### tournées
| Année | Titre                                          | Rôle                     | Programme         | Pays            |
| ----- | ---------------------------------------------- | ------------------------ | ----------------- | --------------- |
| 2006  | Tour Caminos 2006                              | Brenda                   | Chicos Argentinos | Argentine       |
| 2007  | Patito Feo: La historia más linda en el Teatro | Antonella Lamas Bernardi | De tout mon cœur  | Amérique Latine |
| 2008  | Patito Feo: El Show más lindo                  | Antonella Lamas Bernardi | De tout mon cœur  | Amérique Latine |
| 2011  | Antonella en Concierto con Brenda Asnicar      | Antonella Lamas Bernardi | De tout mon cœur  | Italie          |